# 중원고등학교
중원고등학교(中遠高等學校)는 대한민국 경기도 부천시 원미구 중동에 있는 공립 고등학교이다.

## 학교 연혁
- 1996년 3월 1일 : 중원고등학교 개교
- 1996년 3월 1일 : 초대 류희춘 교장 취임
- 1996년 3월 4일 : 제1회 입학식(남 263명, 여 278명 10학급 541명)
- 1999년 2월 11일 : 제1회 졸업식(남 260명, 여 267명 10학급 527명)
- 2021년 9월 1일 : 제9대 김용진 교장 취임
- 2023년 12월 29일 : 제26회 졸업식 (남 120명, 여 104명 9학급 224명)
- 2024년 3월 4일 : 제29회 입학식 (남 129명, 여 106명 9학급 235명)

## 참고 자료
- 중원고등학교 - 한국교육학술정보원 학교알리미